# Gadomus longifilis
Gadomus longifilis es una especie de pez de la familia Macrouridae en el orden de los Gadiformes.

## Morfología
Los machos pueden llegar alcanzar los 30 cm de longitud total.

## Alimentación
Come pequeños crustáceos.

## Depredadors
En los Estados Unidos es depredado por Merluccius capensis.

## Hábitat
Es un pez de aguas profundas que vive entre 630-2.165 m de profundidad.

## Distribución geográfica
Se encuentra en el Golfo de Guinea, Mauritania, las Islas Canarias, Portugal, el Marruecos, las Islas Azores, la costa este de Florida, el Estrecho de Florida, el Golfo de México, el Mar Caribe y Guayanas.